# Funktionen der Massenmedien
Unter Funktionen der Massenmedien versteht man die kommunikativen Aufgaben, die den Medien in einer demokratischen Gesellschaft zugeschrieben werden, sowie die Leistungen, die die Medien für die Menschen dieser Gesellschaft erbringen. Medien sind demnach mitbeteiligt am (Fort-)Bestand des Gesellschaftssystems und dessen Anpassungsmöglichkeiten an die Umwelt.

## Gesellschaftliche Funktionen

### Informationsfunktion
Die Informationsfunktion ist die zentrale Funktion der Massenmedien; eine Leistung der Massenmedien, die diese übergreifend im Hinblick auf das soziale, politische und gesellschaftlich-ökonomische System erbringen. Die Medien vermitteln Wissen und Erfahrungen, d. h. das subjektive Wissen des Empfängers wird erweitert. Informationsvermittlung über Massenmedien vollzieht sich dabei im Rahmen einer Sekundärerfahrung, d. h. die Reduktion subjektiven Nichtwissens geschieht durch Kommunikation. Die jeweilige Erfahrung macht man nicht persönlich; Primärerfahrungen liegen hingegen vor bei Erlebnissen in direktem Umgang mit Dingen.
Klaus Beck kritisiert, dass die Massenmedien keine Informationen an sich transportieren, sondern lediglich Reize und Signale, die vom Empfänger verarbeitet werden. „Ob und welche Information schließlich konstruiert wird, bestimmen nicht die Medien, sondern die Rezipienten.“ (Beck, Klaus (2007): )
So sorgen die Massenmedien dafür, dass die Menschen die wirtschaftlichen, sozialen, ökologischen und politischen Zusammenhänge begreifen, die Demokratie verstehen und über Politik so unterrichtet sind, dass sie selbst aktiv daran teilnehmen können.
Aus der Informationsfunktion leiten sich verschiedene Forderungen an die Massenmedien ab. Sie sollen sich um Vollständigkeit bemühen, sodass alle Interessengruppen innerhalb der Gesellschaft zu Wort kommen können. Zudem sollen sie objektiv und verständlich berichten, sodass Ereignisse und Probleme auch für nicht sachverständige Bürger einsehbar dargestellt werden.

### Soziale Funktionen
Soziale Funktionen sind jene Leistungen der Massenmedien, die diese im Hinblick auf die gesellschaftliche Umwelt als soziales System erbringen. Am bedeutendsten für das Zusammenleben von Menschen in industriellen Großgesellschaften ist die Sozialisationsfunktion, nach der Definition von Hess die „Sozialisierung und Stärkung des Normbewusstseins“. Massenmedien vermitteln Handlungsmuster, Rollenverhalten, Normen und gesellschaftliche Werte.
Die soziale Orientierungsfunktion bezieht sich darauf, dass die Massenmedien es ermöglichen, sich in einer immer unüberschaubareren Umwelt zurechtzufinden, indem sie eine Fülle von Details bereitstellen.
Mit der Rekreationsfunktion (nach Ronneberger 1971) bzw. der Gratifikationsfunktion (nach Saxer 1974) erfüllen Medien den Bedarf nach Zerstreuung und Ablenkung. Dadurch ermöglichen es Medien den Menschen, sich zu erholen und von der Arbeit abzulenken. Durch Unterhaltung und Entspannung sind wir wieder in der Lage, unsere Arbeit zu leisten, mit unseren Problemen fertig zu werden und unser Leben zu bewältigen.
Dabei werden bisweilen gewisse Fluchttendenzen (Eskapismus) unterstützt, wodurch die Medien für die Rezipienten auch die Funktion erfüllen, die Sorgen des Alltags zu vergessen und vor der eigenen Realität zu flüchten. Dieser Aspekt wurde bereits im Uses-and-Gratifications-Ansatz berücksichtigt und wird im Rahmen der Rekreationsfunktion als Eskapismusfunktion benannt. Die Medien bieten also Lebenshilfe im weitesten Sinne. Sie erfüllen darüber hinaus das Bedürfnis nach Abenteuer, erotisch-sinnlichem Vergnügen oder auch Angst und Schrecken.
Die vierte soziale Funktion ist die Integrationsfunktion, nach der Medien in unserer durch verschiedene Gruppen organisierten bzw. durch vielfältige Interessen differenzierten Gesellschaft gesellschaftlich anerkannte Verhaltensweisen und Verhaltensnormen vermitteln, sowie Massenloyalität für die Geltung dieser sozialen, politischen und rechtlichen Normen herstellen. Maletzke sieht diese Funktion darin, dass der Mensch sich über seinen eigenen Erfahrungshorizont hinaus als Teil der Gesellschaft fühlt, die er wiederum als Ganzes wahrnimmt.

### Politische Funktionen
Politische Funktionen, also Leistungen der Massenmedien hinsichtlich der gesellschaftlichen Umwelt als politisches System, beziehen sich auf demokratisch organisierte Staaten. Die wichtigste Funktion der Massenmedien in der Demokratie ist nach Ronneberger (1974) das Herstellen von Öffentlichkeit. Öffentlichkeit entsteht und bestand darin, dass Informationen via Massenmedien öffentlich zugänglich gemacht wurden. Heute trägt ebenso das Internet zur Herstellung einer Öffentlichkeit bei, in der nicht mehr nur mediale Institutionen Informationen und Meinungen zur Verfügung stellen können, sondern jeder und jede sich beteiligen kann. Politische Entscheidungen in einer Demokratie sind nur legitimierbar, wenn sie Ausdruck des Willens einer Mehrheit der betroffenen Bevölkerung sind. Willensbildung erfordert die Diskussion von Meinungen. Durch die Erzeugung von Öffentlichkeit bezüglich politischer Programme, Absichten, Forderungen und Ziele treten am politischen Prozess Beteiligte miteinander in Kommunikation. Indem Massenmedien die Erwartungen der Bürger ebenso thematisieren wie die Entscheidungen des politischen Systems, kommt es zum Austausch zwischen Organisationen, Institutionen, Parteien und Bürgern. So vermitteln die Medien das Wissen für die Meinungsbildung und ermöglichen auf diese Weise die Teilnahme der Bürger am politischen Prozess (Politische Partizipation): Sie tragen zur politischen Bildung bei.
Die Massenmedien transportieren die Stimmung in der Bevölkerung (Artikulationsfunktion) und können Sprachrohr der politischen Parteien sein. Nur so kann die Meinungsbildung im eigentlichen Sinne zustande kommen. Saxer (1974) spricht auch von der Korrelationsleistung, die die Massenmedien erbringen, indem sie unterschiedliche Standpunkte aufeinander abstimmen und somit nicht nur Ausdruck der Meinungsvielfalt sind, sondern diese auch verringern. Dem Journalisten wird dabei die Funktion eines Vermittlers zugeschrieben.
Äquivalent zur Sozialisations- und Integrationsfunktion gibt es in Hinblick auf das politische System die politische Sozialisationsfunktion. Angesichts des hohen Differenzierungsgrades moderner Gesellschaften werden die politischen Rollen transparent gemacht, um eine aktive Teilnahme am politischen Geschehen zu ermöglichen.
Mit der politischen Sozialisationsfunktion verbunden ist die politische Bildungsfunktion der Medien, d. h., dass die Medien einen Beitrag leisten zur Heranbildung von am politischen Prozess beteiligten Staatsbürgern. Das Optimum gipfelt in der Fähigkeit zur Meinungsbildung.
Außerdem haben die Medien eine Kritik- und Kontrollfunktion. Sie geben den Mitgliedern einer Demokratie die Möglichkeit zur Kritik an den Machtträgern, indem sie Opposition und anderen Interessengruppen öffentliches Gehör verschaffen. Darüber hinaus kritisieren sie selbst Staat, Gesellschaft oder Organisationen, z. B. durch investigative Recherchen oder Kommentare zu aktuellen Themen. Die Veröffentlichung von Kritik bringt in gewissem Maße Kontrolle über die kritisierten Zustände, ohne weitere Sanktionsmöglichkeiten darüber hinaus zu besitzen. Die Veröffentlichung allein bzw. die Angst davor kann zu Verhaltensänderungen führen, oder zu Folgen, wie eine Verurteilung oder Abwahl, die durch die Veröffentlichung in Gang gebracht wurden. Man spricht deshalb auch von den Medien als Vierte Gewalt im Staat.
Für die Presse sind in Deutschland die politischen Funktionen als öffentliche Aufgabe in § 3 der Landespressegesetze festgeschrieben: Die Presse erfüllt eine öffentliche Aufgabe, wenn sie in Angelegenheiten von öffentlichem Interesse Nachrichten beschafft und verbreitet, Stellung nimmt, Kritik übt oder auf andere Weise an der Meinungsbildung mitwirkt.

### Ökonomische Funktionen
Die ökonomischen Funktionen beziehen sich auf die gesellschaftliche Umwelt als ökonomisches System in Gesellschaften, die nach privatwirtschaftlichen (also kapitalistischen) Prinzipien organisiert sind. Die zentrale ökonomische Funktion der Massenmedien ist die Zirkulationsfunktion (nach Holzer 1973 bzw. absatzökonomische Funktion nach Holzer 1994). Danach unterstützen die Medien die Aktivierung des Ware-Geld-Umlaufs und sind, indem sie den Warenumschlag beschleunigen, ein Motor des Wirtschaftskreislaufs. Dies geschieht, indem sie als Werbeträger auftreten, z. B. in Form von kommerziellen Anzeigen, aber auch durch redaktionelle Beiträge (z. B. über aktuelle Modetrends) oder indem sie als Unternehmen Arbeitsplätze schaffen.
Außerdem werden kapitalistische Produktions- und Machtverhältnisse im Rahmen der Medieninhalte gefestigt. Holzer (1973) benennt noch weitere Leistungen, mit denen Medien das kapitalistische Wirtschaftssystem stabilisieren: Wissensvermittlung, Sozialtherapie und Legitimationshilfe. Mit diesen Funktionen entsprechen die Medien der Bedarfsstruktur des Publikums. Medien vermitteln Wissen, das dem Konsumenten hilft, Kaufentscheidungen zu treffen.
Aus ökonomischer Perspektive wird die soziale Funktion der Rekreation bzw. Unterhaltung zur regenerativen Funktion. Durch Befriedigung der Informations- und Unterhaltungsansprüche der Rezipienten erhält die arbeitende Bevölkerung jene Gratifikation, die sie benötigt, um sich zu entspannen, sich physisch zu erholen und sich psychisch zu motivieren.
Alle massenmedialen Informations- und Unterhaltungsangebote tragen schließlich zur Legitimierung und Propagierung des gesellschaftlichen Organisationsprinzips bei, auf dem sowohl die Gesellschaft als Ganzes, als auch die Medien basieren. Holzer (1994) spricht in diesem Zusammenhang von der herrschaftlichen Funktion, die die Medien erfüllen.
| soziale                       | politische                                      | ökonomische                                                                     |
| Funktionen der Massenmedien   |                                                 |                                                                                 |
| ← Informationsfunktion →      |                                                 |                                                                                 |
| Sozialisationsfunktion        | Herstellen von Öffentlichkeit                   | Zirkulationsfunktion - Wissensvermittlung - Sozialtherapie - Legitimationshilfe |
| soziale Orientierungsfunktion | Artikulationsfunktion                           | regenerative Funktion                                                           |
| Rekreationsfunktion           | politische Sozialisations- und Bildungsfunktion | herrschaftliche Funktion                                                        |
| Integrationsfunktion          | Kritik- und Kontrollfunktion                    | herrschaftliche Funktion                                                        |
| soziales                      | politisches                                     | ökonomisches                                                                    |
| gesellschaftliches System     |                                                 |                                                                                 |

## Primäre und subsidiäre Funktionen
Außerdem können primäre und subsidiäre Funktionen unterschieden werden:
- Primäre Funktionen werden aufgrund des Programmauftrags oder des journalistischen Selbstverständnisses erfüllt. Zu ihnen zählen beispielsweise Information, Unterhaltung, Kritik oder Hilfe bei der Meinungsbildung.
- Subsidiäre Funktionen sind als solche nicht beabsichtigt: Zum Beispiel kann Medienkonsum durch „Bescheidwissen“ soziales Prestige herstellen.

## Funktionen für das Individuum
Der einzelne Mensch erwartet von den Massenmedien Rat in praktischen Fragen, er will seine Neugier befriedigen und indirekt seine Unsicherheit durch Wissen verringern. Subsidiär erfüllen die Medien auch das Bedürfnis nach persönlicher Identität. Das dient einerseits dem reinen Vergnügen, hilft aber andererseits, den Alltag zu bewältigen, indem die Medien Erfolg versprechende Handlungsmuster vermitteln. Darüber hinaus zeigen Medien den Nutzern, welche Themen sozial und gesellschaftlich relevant sind, und liefern so Gesprächsstoff. Diese Funktion kann jedoch auch in das Gegenteil umgekehrt werden, wenn im Sinne von panem et circenses die politische Ablenkung von gesellschaftlich wichtigen/wichtigeren Themen bezweckt werden soll. Dies kann z. B. durch eine übermäßige Betonung von Fußball und anderem Spitzensport erfolgen.

## Wahrnehmung der Funktionen
Während im Rundfunk die aktuelle Informationsvermittlung und die Unterhaltungsfunktion im Mittelpunkt stehen, kommt der Presse vor allem die Funktion zu, Überschaubarkeit in der Informationsflut zu schaffen. Die Printmedien sind deshalb eher in der Lage, die politischen Funktionen zu erfüllen. Dies gilt vor allem für Wochenzeitungen und Zeitschriften, die eine größere Distanz zum tagesaktuellen Geschehen haben und über mehr Raum verfügen, komplexe Themen zu behandeln.
Nicht immer nehmen die Medien ihre Funktionen zufriedenstellend wahr. Statt die Integration zu fördern, kann beispielsweise durch die Medien ein kommunikatives Gefälle in der Gesellschaft (Knowledge Gap) entstehen: Gut-Informierte nutzen alle Informationsquellen (vor allem die Printmedien) und bilden sich so weiter, während weniger Gebildete weniger Gebrauch von Medien machen und demzufolge immer weiter hinter den Gebildeten zurückbleiben.
Indem sie Rollen und Normen einseitig und stereotyp darstellen, fördern die Medien Vorurteile und Rassismus.
Studien beweisen, dass gerade Minderheiten (Bernd Schönlebe) es schwer haben, in den Massenmedien zu Wort zu kommen. Folglich würden bestehende Machtverhältnisse zementiert. Als Lösung wird oftmals ein anwaltschaftlicher Journalismus, der vor allem die Interessen der Machtlosen vertreten soll, vorgeschlagen.
Die Kritiker des anwaltschaftlichen Journalismus sind allerdings der Meinung, der Meinungspluralismus innerhalb der Gesellschaft müsse von den Massenmedien angemessen wiedergegeben werden.

## Kritische Betrachtung

### Gefährdung durch Medienmanipulation und Netzwerke
Die Funktion der Medien als unabhängige Informations- und Kontrollinstanz wird durch Techniken der Medienmanipulation und Propaganda in ihr Gegenteil verkehrt: Desinformation und Demagogie. Eine besondere Form der Manipulation stellt die Vernetzung von Politik und Medien dar: In Uwe Krügers Dissertation zum Einfluss der Eliten auf deutsche Journalisten und Medien wird ein theoretisches Modell entwickelt, das Medienverhalten mit Hilfe von Pressure Groups und sozialen Netzwerken erklärt und das vorhersagt, dass Leitmedien mehr oder weniger den laufenden Diskurs der Eliten reflektieren, aber dessen Grenzen nicht überschreiten und dessen Prämissen nicht kritisch hinterfragen.
Ausgangsthese Krügers ist „dass eine konsensuell geeinte Elite in wichtigen Fragen (Krieg und Frieden, makroökonomische Ordnung) gegen die Interessen eines Großteils der Bevölkerung regieren kann und dass journalistische Eliten zu stark in das Elitenmilieu eingebunden sein könnten, um noch als Anwälte des öffentlichen Interesses kritisch-kontrollierend zu wirken.“
Im empirischen Teil fokussiert seine soziale Netzwerkanalyse zunächst die soziale Umgebung von 219 leitenden Redakteuren deutscher Leitmedien. Jeder Dritte unterhielt informelle Kontakte mit Politik- und Wirtschaftseliten; bei vier Außenpolitik-Journalisten, Stefan Kornelius, Klaus-Dieter Frankenberger, Michael Stürmer und Josef Joffe finden sich dichte Netzwerke im US- und NATO-affinen Elitenmilieu. Weitere analysierte Journalisten sind Kai Diekmann (Bild), Peter Frey und Claus Kleber (ZDF) und Matthias Naß (ZEIT).
Eine anschließende Frame-Analyse fragt, inwieweit der Output dieser vier Journalisten in den umstrittenen Fragen der Definition von Sicherheit (erweiterter Sicherheitsbegriff) und Afghanistan-Einsatz der Bundeswehr auf der Linie der ermittelten Bezugsgruppen liegt. Abschließend werden die Berichte über die Münchner Sicherheitskonferenz und deren Gegner in fünf Tageszeitungen inhaltsanalytisch untersucht. Sie kommt zu dem Schluss, dass die Eliten-nahen Leitmedien FAZ, Welt und Süddeutsche den auf der Sicherheitskonferenz laufenden Elitendiskurs ausführlich abbilden, dabei aber die Proteste und die Gegenveranstaltung Münchner Friedenskonferenz marginalisieren und delegitimieren.

„Als hoch problematisch erscheinen erstens die direkten Verbindungen zur Wirtschaft, genauer die Beratertätigkeit von Chefredakteuren und Herausgebern für gewinnorientierte Konzerne: Josef Joffe (Zeit) als Beirat der Unicredit Bank sowie Stefan Aust (Spiegel) und Helmut Markwort (Focus) als Beiräte der Deutschen Telekom AG.
Zweitens muss die Einbindung von Journalisten in eine Organisation der Bundesregierung kritisch gesehen werden, namentlich Klaus-Dieter Frankenberger (FAZ), Stefan Kornelius (SZ) und Peter Frey (ZDF) als Beiräte der Bundesakademie für Sicherheitspolitik, eines Think Tanks im Geschäftsbereich des Bundesverteidigungsministeriums.
Der Beirat berät laut Akademie-Satzung das Kuratorium, das wiederum aus der Bundeskanzlerin sowie den Bundesministern der Verteidigung, des Inneren, des Auswärtigen, der Finanzen, der Justiz, für Wirtschaft und für Entwicklungshilfe besteht. Die drei Journalisten verpflichteten sich somit, jene Bundesregierung zu beraten, die sie doch eigentlich als Anwälte der Öffentlichkeit kritisieren und kontrollieren sollen.” (S. 148)“

Zu der Frage, welche Art der Beeinflussung der Journalisten durch die Eliten vorliege, vermutet Krüger, dass „Journalisten mit Eliten-kompatiblen Werten und Meinungen höhere Chancen (haben), Zugang zu den höchsten Kreisen zu bekommen, und die Einbindung in das Elitenmilieu verstärkt dann über die Zeit hinweg die Konformität. Das heißt auch: Journalisten mit Eliten-kompatiblen Meinungen haben bessere Chancen, Karriere zu machen, denn sie können im eigenen Haus und in der Branche mit exklusiven Informationen und hochrangigen Interviewpartnern punkten.“ Krüger argumentiert mit dem Konzept des sozialen Kapitals Pierre Bourdieus.

### Abhängigkeit der Medien und Zensur durch die Wirtschaft
Da es sich bei fast allen Massenmedien um Werbeträger handelt, sind sie, mit Ausnahme des überwiegend oder vollständig gebührenfinanzierten öffentlich-rechtlichen Rundfunks, in privatem Eigentum und ihre Finanzierung basiert großenteils, überwiegend und manchmal ganz auf Werbeeinnahmen. Bei Gratiszeitungen oder privaten Rundfunksendern, bei Zeitungen und Zeitschriften können die Werbeeinnahmen 50 bis 80 % ausmachen. Aber auch beim öffentlich-rechtlichen Rundfunk kann bei Werbeeinnahmen von bis zu 40 % von einer Abhängigkeit gesprochen werden.
Deshalb weisen Kritiker darauf hin, dass kein Medium, das Werbung verbreitet, unabhängig sein kann und dass, je größer der Werbeanteil ist, auch die Abhängigkeit umso höher ist. Diese Abhängigkeit hat „ganz bestimmte Auswirkungen auf die Art der Medieninhalte … In der Wirtschaftspresse werden die Medien häufig genau als das bezeichnet, für das sie sich in ihren offenen Momenten ausgeben: als einen Zweig der Werbeindustrie.“
Die privaten Medien unterliegen überdies einer zunehmenden Konzentration, wobei die Besitzverhältnisse oftmals verworren oder undurchsichtig sind. Diese Entwicklung stellt eine „laufende Bedrohung der demokratischen Kultur dar“, die, nach Meinung der Kritiker, schon für sich alleine genommen in einer Demokratie alle Alarmglocken schrillen lassen müsste. Fünf oder sechs Werbeagenturen dominieren die 400 Milliarden US-Dollar schwere globale Werbeindustrie.
„Journalisten stehen schon lange unter dem Druck, Berichte so zu gestalten, dass sie den Werbenden oder den Eigentümern passen …. die überwiegende Mehrheit der Fernsehsender fand, dass ihre Nachrichtenabteilungen sich bei der Gestaltung der Nachrichten ‚kooperativ‘ verhalten, um die ‚nicht traditionelle Einnahmeentwicklung‘ zu unterstützen“.
Negative oder unerwünschte Berichterstattung kann unterbunden oder beeinflusst werden, wenn Werbekunden mit dem Entzug von Aufträgen drohen, oder auch nur, wenn die Gefahr des Auftragsentzuges besteht. Besonders ausgeprägt ist die Abhängigkeit, wenn ein Medium nur einen oder wenige Großkunden hat. Der Einfluss eines Werbekunden betrifft nicht nur Information über ihn oder seine Produkte selbst, sondern auch Inhalte von Sendungen und Artikeln, sogar von Beiträgen, die nicht direkt mit dem Werbekunden zu tun haben. Um ihre Werbeeinnahmen zu sichern, müssen Medien bemüht sein, ein möglichst gutes „Werbeumfeld“ darzustellen.
Kritisiert wird auch die Weigerung von Medien, Werbung oder Veröffentlichungen anzunehmen, die nicht in ihrem Interesse ist. Ein deutliches Beispiel hierfür ist die Weigerung von Fernsehstationen in den USA und Kanada, Spots von Adbusters zu verbreiten.
Im privaten Rundfunkwesen entscheidet grundsätzlich die Quote über das Programm. „Ihr Geschäft besteht in der Abschöpfung von möglichst viel Aufmerksamkeit. Die Einschaltquote misst die Aufmerksamkeit, die das Medium für die gebotene Aufmerksamkeit einhandelt. Die Dienstleistung dieser Attraktion wird an die Werbewirtschaft verkauft“ und die Zuschauerzahlen bestimmen den Preis, der für die Werbung erzielt werden kann.
„In den USA gehört die Bestimmung von Inhalten durch Unternehmen bereits seit 1933 zum Programmalltag. Procter & Gamble (P&G) … bot damals einem Radiosender einen Geschichte machenden Tauschhandel (heute als ‚Bartering‘ bekannt) an: Der Konzern würde eine eigene Sendung ‚kostenlos‘ produzieren und der Station so die teure Produktion von Inhalten ersparen. Im Gegenzug wollte der Konzern seine Spots verbreitet wissen und seine Produkte natürlich auch während der ‚Show‘ in Szene setzen. So entstand die Serie ‚Ma Perkins‘, die P&G geschickt als Werbemedium für Oxydol, die damals führende Waschmittelmarke, nutzte. Die Seifenoper (Soap Opera) war geboren und wurde im neuen Fernsehmedium zu ihrer ganzen Blüte (Strahlkraft, Reine, Weißheit?) gebracht.“
Während es den Kritikern im Wesentlichen um die subtile Einflussnahme der Wirtschaft auf die Medien geht, gibt es auch Beispiele unverhohlener Einflussnahme. Die US-Firma Chrysler verschickte, noch vor der Fusion mit Daimler-Benz, über seine Werbeagentur PentaCom einen Brief an zahlreiche Magazine mit der Aufforderung, vor Erscheinen eines Hefts eine Übersicht über die behandelten Themen zu schicken. Vor allem wollte Chrysler erfahren, ob Inhalte vorkommen, die sich „sexuellen, politischen oder sozialen Angelegenheiten“ widmen oder als „provokativ oder offensiv“ ausgelegt werden könnten. David Martin, Chef der Werbeagentur PentaCom, meinte dazu: „Wir begründen das damit, dass man beim Betrachten eines Produktes, das 22.000 $ kostet, dieses Produkt von positiven Dingen umgeben sehen möchte. Es gibt nichts positives an einem Artikel über Kinderpornografie.“
In einem anderen Beispiel berief im Jahre 2000 der US-amerikanische Fernsehsender „USA Network auf der höchsten Führungsebene inoffizielle Termine ein, um zu erfahren, welche Sendeinhalte Firmen wünschten, damit sie ihre Werbeaufträge erteilten.“ Sendungen des Werbefernsehens werden zugeschnitten, getaktet und inhaltlich so gestaltet, dass sie auf die Bedürfnisse der Werbung passen, z. B. die Einteilung in passende Abschnitte. Diese werden häufig auch dramaturgisch auf die Werbung abgestimmt, so dass sie beispielsweise an ihrem Ende kurz vor einem Spannungshöhepunkt stehen oder eine Frage offenlassen. Auf diese Weise soll der Zuschauer an die Sendung gebunden werden.
Werbung und Information lassen sich kaum mehr unterscheiden. „Die Grenzen zwischen Werbung und Medien … verschwimmen … immer mehr. Was August Fischer, Vorstandsvorsitzender des Axel Springer Verlags, als ‚bewährte Partnerschaft von Medien und Werbung bezeichnet‘ …, ist für Kritiker nichts weiter als die Unterwanderung der publizistischen Aufgaben und Freiheiten.“ Nach Ansicht des früheren RTL-Chefs Helmut Thoma „sollen und können Privatsender keinem Programmauftrag dienen, sondern ausschließlich dem Unternehmensziel, nämlich der ‚Akzeptanz durch die Werbewirtschaft und durch die Zuschauer.‘ Die Prioritätensetzung sagt in dieser Reihenfolge eigentlich alles über die ‚Programm‘-gestaltung des Privatfernsehens aus.“
Patrick Le Lay, ehemaliger Geschäftsführer von TF1, einem privaten französischen Fernsehsender mit einem Marktanteil von 25 bis 30 % sagte: „Man kann auf viele Weisen über Fernsehen reden. Aber aus Sicht der Wirtschaft, lasst uns realistisch sein: im Grunde ist es Aufgabe von TF1, beispielsweise, Coca Cola beim Verkauf seines Produktes zu unterstützen…. Damit eine Werbebotschaft wahrgenommen wird, muss uns das Gehirn des Zuschauers zur Verfügung stehen, um es, sozusagen, abzulenken, zu entspannen und es zwischen zwei Werbebotschaften bereitzuhalten. Was wir an Coca Cola verkaufen, ist zur Verfügung stehende menschliche Gehirnzeit.“
Aufgrund dieser Abhängigkeiten ist eine breite, öffentliche und fundamentale Debatte über die Medien, zumindest über die gängigen Medien, kaum möglich, sonst würden sich alle den Ast absägen, auf dem sie sitzen. „Die Vorstellung, dass die wirtschaftliche Basis der Medien, des Journalismus und der Kommunikation besorgniserregende Auswirkungen auf die Demokratie haben könnte, wird aus dem Spektrum legitimer Debatten ausgegrenzt“ ebenso, wie „Kapitalismus als Thema in der US-amerikanischen politischen Kultur tabu ist.“
Ein früher Kritiker der strukturellen Grundlage des US-amerikanischen Journalismus war Upton Sinclair mit seinem Roman The Brass Check, in dem er den Einfluss der Eigentümer, Werber und ökonomischen Interessen auf die Medien thematisierte.
Auch Praktiker des modernen Medienbetriebs wie Ulrich Wickert stellen die Funktion der 4. Gewalt infrage. Der Anspruch sei schon immer falsch gewesen, eine demokratische Legitimierung der Presse gebe es nicht. Stattdessen seien Medien in größten Teilen ein Teil der Wirtschaft. „Medien sind geprägt durch wirtschaftliche Interessen. Verlage müssen sich überlegen: Wie verkaufe ich mein Blatt? Wie viel Gewinn mache ich? Das ist in meinen Augen schon eine Beschränkung der Vierten Gewalt.“